# Marskens snaps

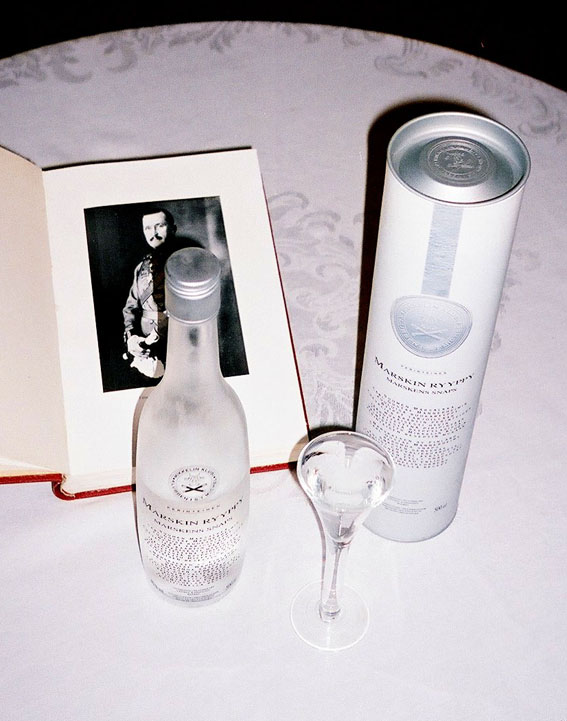
Marskens snaps.

Marskens snaps (även känd som Marskens sup, på finska Marskin ryyppy) kallades den snaps, som dracks vid det finländska krigshögkvarteret i S:t Michel under krigsåren. Snapsen bestod av en liter Rajamäki akvavit, 2 cl torr fransk vermouth och 1 cl gin. Bakgrunden var att Gustaf Mannerheim, marskalken av Finland, var missnöjd med den kvalitet som brännvinet från det finländska alkoholmonopolet höll, och att man vid krigshögkvarteret regelbundet ville inta en snaps.
Enligt Chevaliergardets traditioner fylls marskens snaps väl avkyld till brädden på glaset, så att vätskan hålls kvar i glaset av ytspänningen.
Numera finns färdigblandad Marskens snaps, tillverkad av firman Lignell & Piispanen, att köpa i halvliters flaskor på bland annat finska Alko och i det svenska Systembolagets beställningssortiment.